# IFK Öxnevalla
IFK Öxnevalla är en fotbollsförening i Marks kommun i Västra Götaland.  Klubben är unik så tillvida att det är en renodlad damklubb med verksamhet från sjuåringar till damlag.   

## Bakgrund
IFK Öxnevalla bildades 1955 i Öxnevalla som ligger i södra Västergötland strax norr om Horred och söder om Björketorp. År 2001 blev föreningen utsedd till årets IFK-förening, med motiveringen att klubben är unik inom sin verksamhet. 
Föreningen har idag verksamhet inom flick- och damfotbollen. 
Huvudsakligt upptagningsområde är Horred, Istorp, Torestorp och Öxnevalla men även spelare från Björketorp, Skene, Kinna, Kungsäter och Karl Gustav ingår i klubben. 
Klubben kännetecknas av att vara en kamratförening. 
I huvudsak spelas alla hemmamatcher på Hedevallen i Öxnevalla 
I dagsläget spelar klubbens damlag i division 3 (kom fyra/femma men satsar på förstaplats ’2016), men det är ett mycket ungt lag som under hösten 2015 väntar på besked om ny tränare. Tjejerna har under säsongen 2015 utvecklats enormt och ett nästa års spel kan bli mycket givande att se.